# Claude Birraux
Pour les articles homonymes, voir Birraux.
Claude Birraux est un homme politique français, né le 19 janvier 1946 à Ambilly (Haute-Savoie).

## Biographie
Né en Haute-Savoie, fils de petits agriculteurs, marié et père de quatre enfants, Claude Birraux a une formation d’ingénieur chimiste et de chercheur avec un doctorat ès sciences. Il a soutenu une thèse à l’université de Genève en 1977 portant le titre suivant : Étude de l'électrode sélective au plomb et ses applications,.
Il travaille en tant que maître de conférences à l'université de Genève de 1977 à 1978.
Il est élu député une première fois le 3 avril 1978 dans la troisième circonscription de la Haute-Savoie. Il a été constamment réélu depuis cette date ; depuis les législatives de 1988, il représente la quatrième circonscription de la Haute-Savoie. Tout d'abord élu sous l'étiquette de l'UDF, il siège depuis 2002 au sein du groupe UMP.
Il est également conseiller général d'Annemasse Sud (une partie d'Annemasse, Arthaz-Pont-Notre-Dame, Bonne-sur-Menoge, Gaillard, Vétraz-Monthoux) depuis 1982. Il a été réélu en mars 2007 avec sa suppléante Virginie Duby-Muller.
Il est président de l'Office parlementaire d'évaluation des choix scientifiques et technologiques.
En qualité de membre de la commission des affaires économiques, il est également rédacteur de plusieurs rapports :
- loi de programme pour la recherche[5] ;
- loi de programme relatif à la gestion des matières et déchets radioactifs, en juin 2006[6].

Claude Birraux ne s'est pas représenté aux élections législatives de 2012, mais il a proposé à l'UMP l'investiture de Virginie Duby-Muller, sa suppléante au Conseil général de Haute-Savoie, qui a ensuite été élue députée de la 4e circonscription de la Haute-Savoie.
Il est nommé chevalier de la Légion d'honneur le 1er janvier 2013.

## Mandats
- 03/04/1978 - 22/05/1981 : député de la Haute-Savoie
- 02/07/1981 - 01/04/1986 : député de la Haute-Savoie
- 26/03/1982 - 07/10/1988 : membre du Conseil général de la Haute-Savoie
- 14/03/1983 - 12/03/1989 : membre du conseil municipal d'Annemasse (Haute-Savoie)
- 02/04/1986 - 14/05/1988 : député de la Haute-Savoie
- 13/06/1988 - 01/04/1993 : député de la Haute-Savoie
- 07/10/1988 - 31/03/1994 : vice-président du Conseil général de la Haute-Savoie
- 20/03/1989 - 18/06/1995 : membre du conseil municipal d'Annemasse (Haute-Savoie)
- 02/04/1993 - 21/04/1997 : député de la Haute-Savoie
- Juin 1993 - Juin 1995 : président du Conseil du Léman
- 01/04/1994 - 18/03/2001 : membre du Conseil général de la Haute-Savoie
- 01/04/1994 - 26/03/1998 : vice-président du Conseil général de la Haute-Savoie
- 18/06/1995 - 18/03/2001 : membre du conseil municipal d'Annemasse (Haute-Savoie)
- 01/06/1997 - 18/06/2002 : député de la Haute-Savoie
- 27/03/1998 - 18/03/2001 : vice-président du Conseil général de la Haute-Savoie
- 18/03/2002 - 19/06/2007 : député de la Haute-Savoie
- 20/06/2007 - 06/2012 : député de la Haute-Savoie
- 16/03/2008 - 29/03/2015 : Conseiller général du canton Annemasse-Sud